# Oedignatha bicolor
Oedignatha bicolor is een spinnensoort uit de familie van de bodemzakspinnen (Liocranidae).
De wetenschappelijke naam van de soort werd in 1896 gepubliceerd door Eugène Simon.